# 横浜機関区
塩浜機関区横浜派出所（しおはまきかんくよこはまはしゅつじょ）は、神奈川県横浜市中区の横浜本牧駅構内にある、神奈川臨海鉄道の機関車が所属する車両基地である。横浜地区の本牧線の貨物輸送を支えている。

## 配置車両に表示される略号
「濱」…横浜を意味する「浜」の旧字体「濱」から構成される。

## 配置車両
DD55形ディーゼル機関車とDD60形ディーゼル機関車が合計3機配置され、本牧線のほか横浜本牧駅構内での入換にも使用される。
- DD55形ディーゼル機関車

14号機と17号機の2両が配置されている。
- DD60形ディーゼル機関車

1号機の1両が配置されている。2007年7月に塩浜機関区から転入したが、2019年7月に塩浜機関区に戻っている。